# 183e régiment d'artillerie coloniale
Pour les articles homonymes, voir 183e régiment.
Le 183e régiment d'artillerie coloniale est un régiment de l'Armée française ayant existé de 1918 à 1919.

## Historique
Il est formé le 15 août 1918 à partir de 12 batteries du 3e régiment d'artillerie coloniale. À partir du 25 août, le Ier groupe est formé de quatre batteries de six canons de 95 mm, le IIe de quatre batteries de quatre canons de 120 mm L et le IIIe de deux batteries de quatre canons de 155 mm courts Filloux et de deux batteries de quatre mortiers de 220,.
Le 24 août, le 183e est rattaché au 1er corps d'armée US.
Le 14 décembre, le 183e RA coloniale est rattaché à la 10e armée française qui occupe Mayence. Il rejoint Cassel le 22 décembre. Il y est dissout le 11 juillet 1919.

## Chefs de corps
À sa formation, le régiment est commandé par le chef d'escadron Pidoux, ensuite nommé lieutenant-colonel à titre temporaire.